# Ribeira de Pena (Salvador) e Santo Aleixo de Além-Tâmega
Ribeira de Pena (Salvador) e Santo Aleixo de Além-Tâmega (oficialmente: União das Freguesias de Ribeira de Pena (Salvador) e Santo Aleixo de Além-Tâmega) é uma freguesia portuguesa do município de Ribeira de Pena, com 50,44 km² de área e 2608 habitantes (censo de 2021). A sua densidade populacional é 51,7 hab./km².

## História
A freguesia foi criada em 2013 através da fusão das duas antigas freguesias de Ribeira de Pena (Salvador) e Santo Aleixo de Além-Tâmega. A principal localidade e sede da união de freguesia é Ribeira de Pena.

## Demografia
A população registada nos censos foi:
| Distribuição da População por Grupos Etários | Distribuição da População por Grupos Etários | Distribuição da População por Grupos Etários | Distribuição da População por Grupos Etários | Distribuição da População por Grupos Etários | Distribuição da População por Grupos Etários |
| -------------------------------------------- | -------------------------------------------- | -------------------------------------------- | -------------------------------------------- | -------------------------------------------- | -------------------------------------------- |
| Antes da agregação                           |                                              |                                              |                                              |                                              |                                              |
| Ano                                          | 0-14 anos                                    | 15-24 anos                                   | 25-64 anos                                   | >= 65 anos                                   | Total                                        |
| 2001                                         | 464                                          | 475                                          | 1466                                         | 615                                          | 3020                                         |
| 2011                                         | 342                                          | 278                                          | 1429                                         | 736                                          | 2785                                         |
| Após a agregação                             |                                              |                                              |                                              |                                              |                                              |
| Ano                                          | 0-14 anos                                    | 15-24 anos                                   | 25-64 anos                                   | >= 65 anos                                   | Total                                        |
| 2021                                         | 292                                          | 218                                          | 1283                                         | 815                                          | 2608                                         |